# ستوبسك

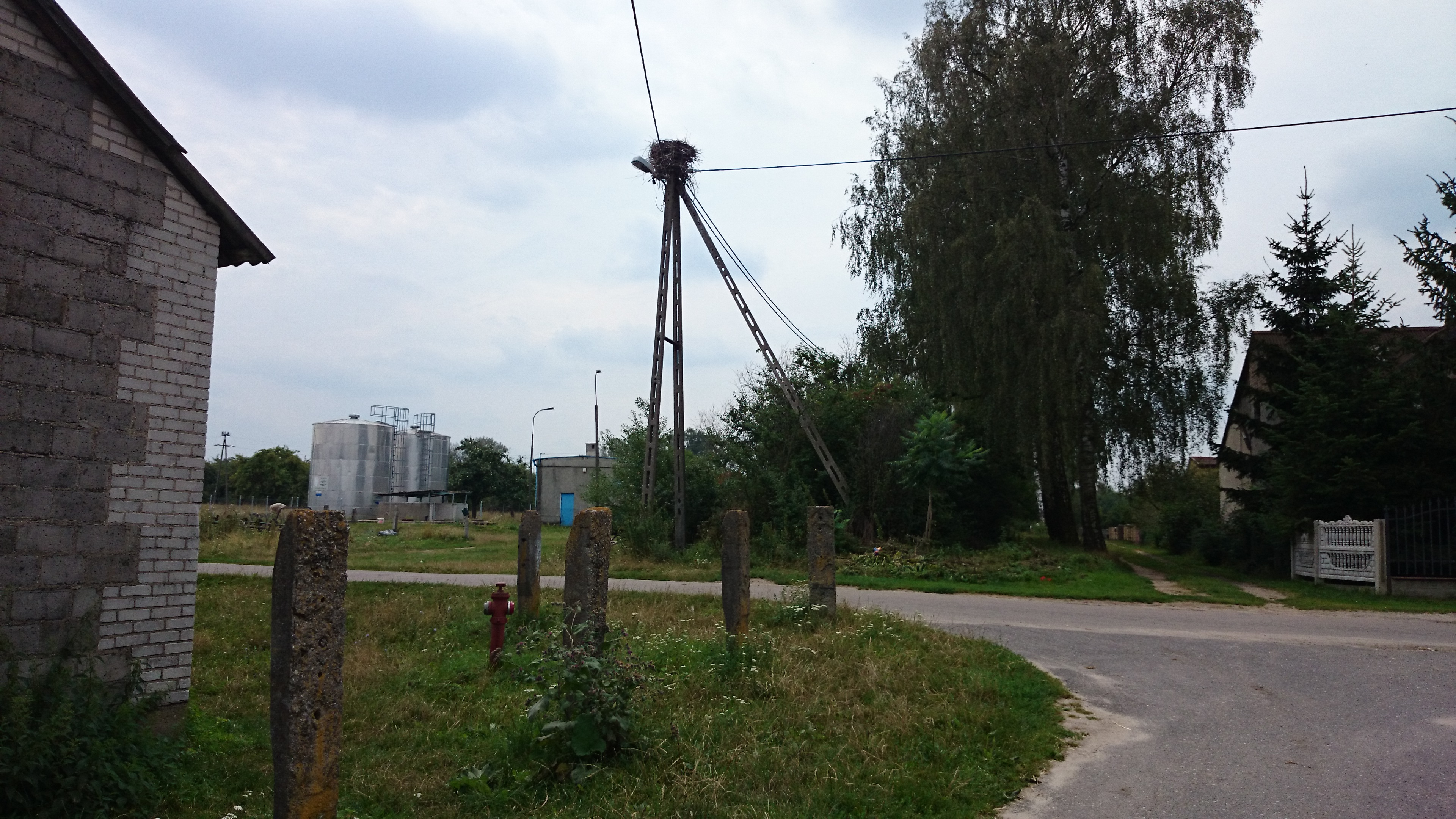
منظر من القرية ونلاحظ وجود عش على العمود

ستوبسك هي قرية في منطقة غمينا ستوبسك الإدارية في مقاطعة ملافا في محافظة مازوفيا في شرق وسط بولندا. تقع تقريبا على مسافة 11 كيلومتر (7 ميل) جنوب شرق ملافا وكذلك 98 كـم (61 ميل) شمال وارسو.